# Titanatemnus thomeensis
Titanatemnus thomeensis es una especie de arácnido del orden Pseudoscorpionida de la familia Atemnidae.

## Distribución geográfica
Se encuentra en Santo Tomé y Príncipe.